# Theophil Friedrich von Hack

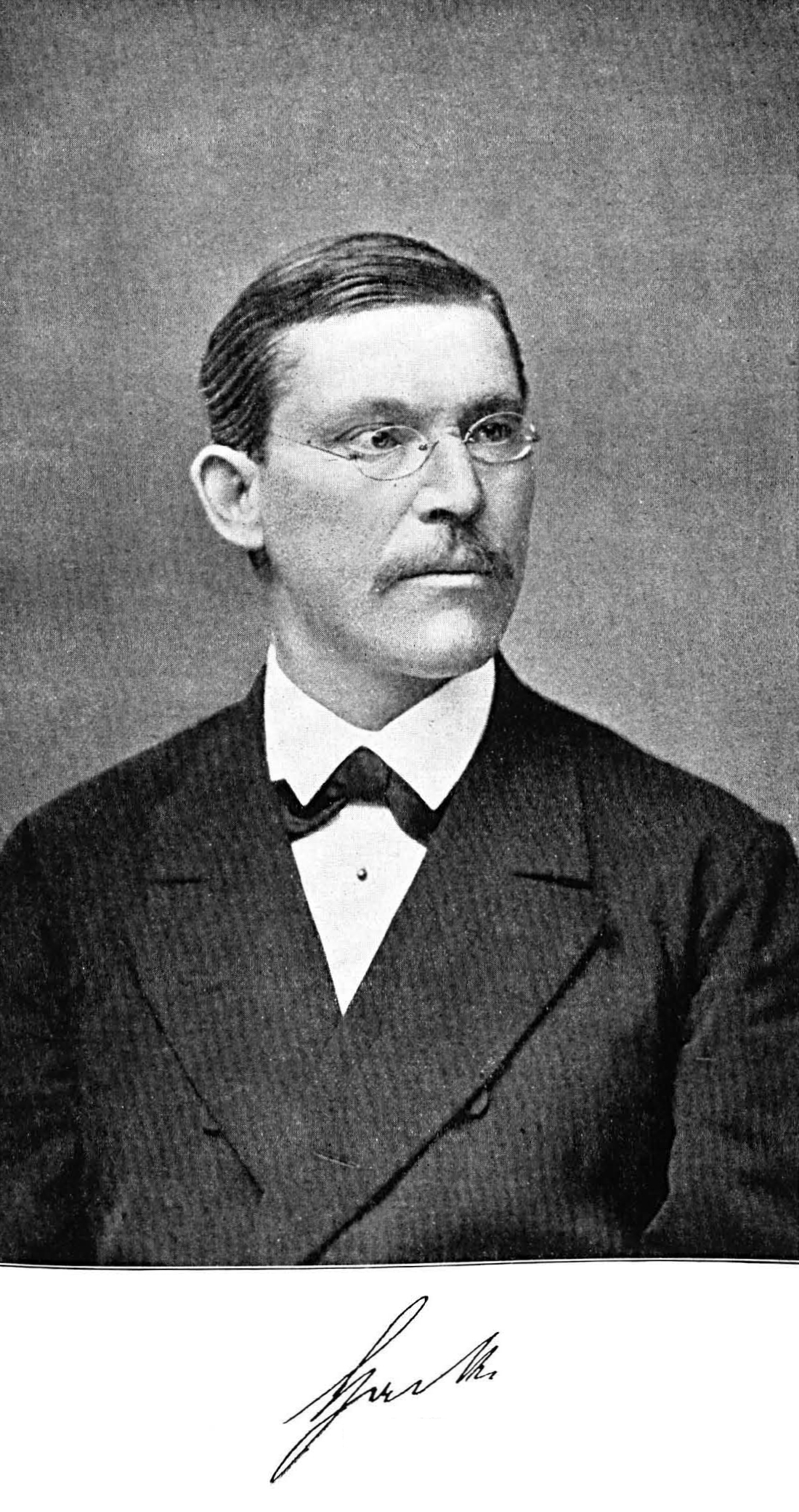
Theophil Friedrich von Hack.

Theophil Friedrich Hack, ab 1876 von Hack (* 11. Oktober 1843 in Meimsheim; † 15. Januar 1911 in Urach), war von 1872 bis 1892 Stadtschultheiß von Stuttgart mit dem Ehrentitel Oberbürgermeister. 

## Aufsteiger aus armer Familie
Theophil Friedrich Hack wurde in ärmlichen Verhältnissen in Meimsheim bei Brackenheim im heutigen Landkreis Heilbronn geboren. Der Junge galt als hochbegabt und wurde entsprechend gefördert. 1857 begann er eine Ausbildung beim Schultheiß und Verwaltungsaktuar in Meimsheim. 1860 schloss sich die Ausbildung zum Notar an. 1861 machte Hack als externer Prüfling am renommierten Eberhard-Ludwigs-Gymnasium in Stuttgart das Abitur.
Anschließend studierte Hack an der Eberhard-Karls-Universität in Tübingen Kameral- und Regiminalwissenschaften. 1864 legte er die erste und 1865 die zweite Höhere Staatsprüfung ab. 1866 promovierte er in Tübingen bei Albert Schäffle mit einer Arbeit über Die Aufgabe des Staates in Beziehung auf das gewerbliche Leben mit Rücksichtnahme auf die bestehenden Staatseinrichtungen. Er arbeitete als Referendar in Brackenheim und als Oberamtsaktuar in Cannstatt. 1867 wurde er Mitarbeiter des württembergischen Wirtschaftspolitikers Ferdinand von Steinbeis und des Stuttgarter Stadtschultheiß Heinrich von Sick. 1868 erhielt er einen Lehrauftrag an der Staatswissenschaftlichen Fakultät der Universität Tübingen, 1869 wurde er dort im Alter von 27 Jahren zum Professor berufen.

## Stadtschultheiß von Stuttgart, Abgeordneter

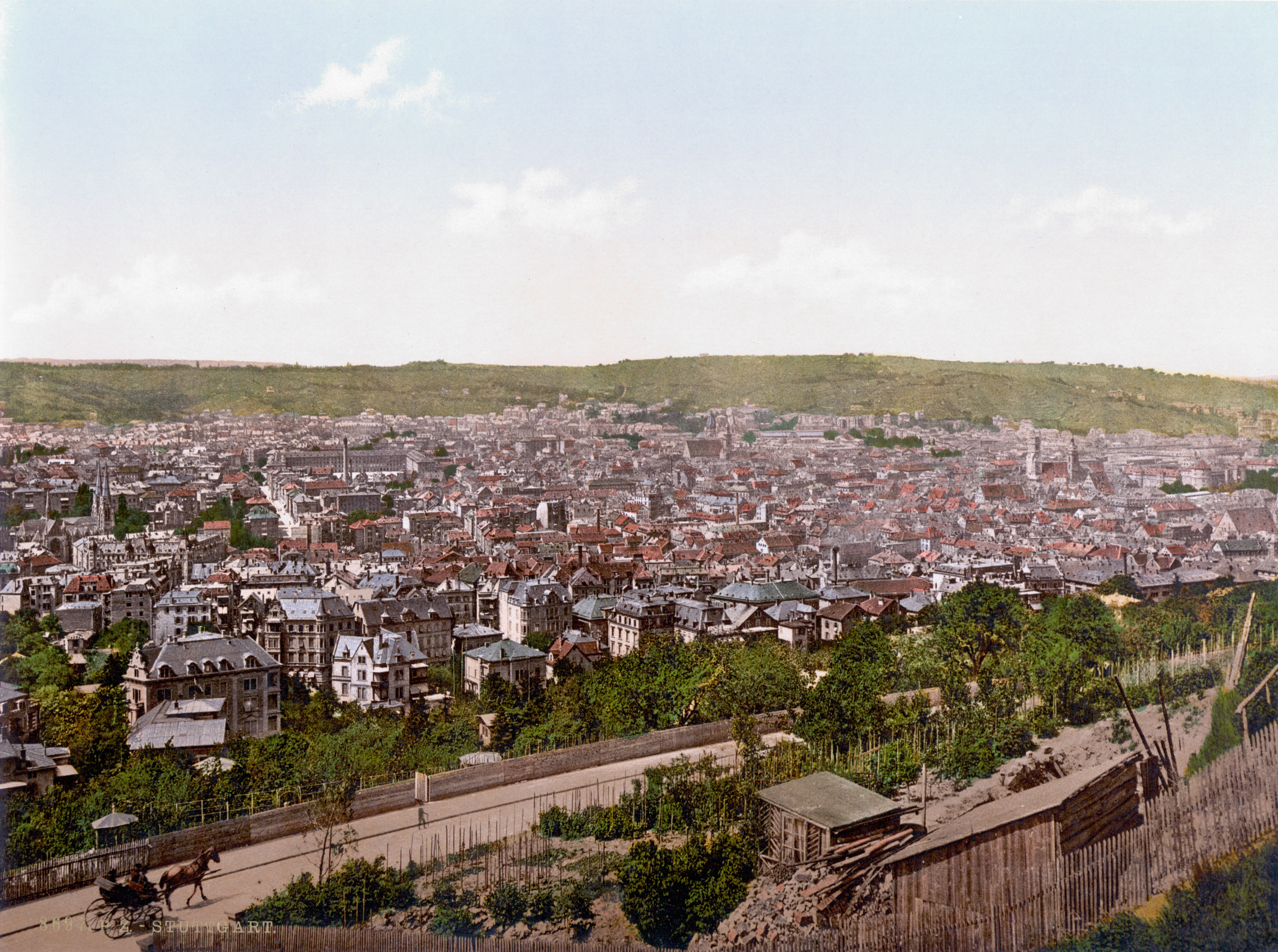
Stuttgart in den 1890er Jahren

Am 18. Juni 1872 wurde Theophil Friedrich Hack mit überwältigender Mehrheit (6033 von 6145 abgegebenen Stimmen) zum Nachfolger des Stuttgarter Stadtschultheiß Heinrich von Sick gewählt und im September desselben Jahres in seinem Amt vereidigt. In seiner 20-jährigen Amtszeit entwickelte sich Stuttgart von einer beschaulichen Residenzstadt zur Industriemetropole. Während seiner Amtszeit wuchs Stuttgart von 90.000 auf 144.000 Einwohner.
Unter Hack wurden das Sozial- und Gesundheitswesen der Stadt neu geordnet, ein Straßenbahnnetz aufgebaut und die Wasserversorgung verbessert. Außerdem wurden die ersten Fachämter Stuttgarts geschaffen, für die Hack akademisch ausgebildete Techniker in die Stadtverwaltung holte. 1891 gründete er die Stuttgarter Berufsfeuerwehr.

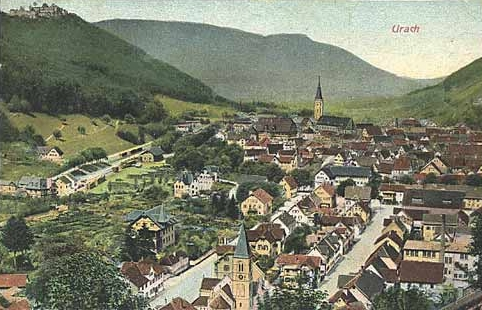
Urach 1912

Von 1882 bis 1884 saß Theophil Friedrich von Hack als Abgeordneter im württembergischen Landtag, er musste sein Mandat aber nach nur zwei Jahren aus gesundheitlichen Gründen wieder niederlegen. Bereits deshalb im Amt des Stadtschultheißen faktisch durch den besoldeten Gemeinderat Karl von Göz vertreten, wurde er 1892 so krank, dass er auch sein Amt als Stuttgarter Stadtschultheiß aufgab und sich erst 49 Jahre alt zur Ruhe setzte. Seine letzten Lebensjahre verbrachte er mit seiner Frau in Urach am Fuß der Schwäbischen Alb. Dort starb Theophil Friedrich von Hack am 15. Januar 1911 im Alter von 67 Jahren.

## Ehrungen und Nobilitierung
- 1876 Ritterkreuz 1. Klasse des Ordens der württembergischen Krone, welches mit dem persönlichen Adelstitel (Nobilitierung) verbunden war
- 1889 Kommenturkreuz des Ordens der Württembergischen Krone
- Preußischer Roter Adlerorden III. Klasse
- 1881 Kommenturkreuz II. Klasse des Friedrichs-Ordens[2]
- Ehrenkreuz II. Klasse des Fürstlichen Hausordens von Hohenzollern
- 1882 Olga-Orden
- Karl-Olga-Medaille in Silber
- 1889 Silberne Jubiläumsmedaille
- Sankt-Stanislaus-Orden II. Klasse mit Stern
- Verdienstorden vom Heiligen Michael